# Arado Ar E.581
De Arado Ar E.581 was een project voor een jachtvliegtuig dat werd ontwikkeld door de Duitse vliegtuig-ontwerper Arado.
Het ontwerp was opgebouwd rond een vleugel met een deltavorm waardoor het het uiterlijk kreeg van een vliegende vleugel. De vleugel beschikte over een zeer geringe V-vorm. Er was wel een centrale romp aangebracht en er waren twee richtingsroeren op de vleugelachterrand geplaatst. De romp was dik uitgevoerd. Deze moest dan ook de Heinkel He S 011 straalmotor, de luchtinlaten en de motoruitlaat bevatten. In de rompneus bevonden zich twee luchtinlaten en de motoruitlaat bevond zich aan het einde van de romp tussen de richtingsroeren.
De cockpit was tevens in de rompneus geplaatst maar bevond zich op een plaatst waardoor er geen goed uitzicht naar alle kanten mogelijk was. Een groot gedeelte van dit uitzicht werd afgedekt door de grote vleugel.
Er was een neuswiel landingsgestel toegepast. De bewapening zou bestaan uit twee 30 mm MK108 kanonnen.